# CFMインターナショナル LEAP
LEAP（正式名称 LEAP-X）は高バイパスターボファンエンジンである。アメリカのGE・アビエーションとフランスのスネクマの両社折半出資による合弁事業CFMインターナショナルが開発した。

## 設計と開発
LEAP（"Leading Edge Aviation Propulsion"）は、CFM社が2005年に立ち上げたLEAP56技術向上計画の一環として、同社で開発された技術が取り入れられている。
エンジンは2008年7月13日に正式に"LEAP-X"として立ち上げられた。CFM56-5BとCFM56-7Bの後継機種になることを目的とする。
LEAPの基本的な構成にはSAFRANによるGEnxで使用された低圧タービンの拡大版を含む。ファンの回転速度の上昇に伴って捻れが戻る様に設計されたファンは、柔軟性のあるブレードでレジン・トランスファー・モールディング製法により製造される。LEAPはCFM56よりも、高効率化のために高圧で運転されるように設計されているが、GEの計画ではエンジンの寿命と信頼性を最大化するため、それよりも低い圧力での運転を想定している。
現在計画されているLEAPでは複合材の使用比率が高く、圧縮機のブリスクファンや第2世代のTwin Annular Pre Swirl（TAPS II）燃焼器を備え、バイパス比は約10-11:1が予定される。また、GEはセラミックマトリックス複合材（CMC）をタービン外殻に使用する予定である。
これらの技術的優位性により燃料消費を16%減らす計画である。冷却器をGEnxと類似した構造のファンダクト内に直線状に備えられたエダクターベースのオイル冷却システムを使用することで信頼性も同様に高められる。Aviation Week & Space Technology誌の記事によると、"エダクターデバイスは、ベンチュリ効果により下部にあるタンク内のオイルの正圧を維持する"とされる。
エンジン部品には、初めてFAAの認証を受けた3Dプリンターで製造された部品が使われている。
CFMによって合計28基の試験用エンジンが認証取得に使用され、他の32基はエアバス、ボーイング、中国商用飛機で認証取得のために試験計画で使用される。試験計画に供せられた最初のエンジンは、エアバス A321で安全のために必要とされる最高推力33,000 lbf (150 kN)への到達に成功した。同機は、試験運転にて推力35,000 lbf (160 kN)に到達した。
2014年10月6日、GE・アビエーションはLEAP-1Cを同社所有のボーイング747型機に懸架し、最初の飛行試験をカリフォルニア州ヴィクターヴィルで実施した。C型の特徴は2枚構成のドアを廃して一体型のOリングによる逆推力装置を備えたことである。逆推力装置はOリングを後部にスライドして展開することにより、旧設計よりも抵抗が少なく高効率である。

## 受注状況
LEAPエンジンは5,000基以上の受注が見込まれ、GE社は2018年末で1,700基の生産を予定する。
2010年に計画されたエアバスの新型エアバスA320neo派生機種で「LEAP-1A」が採用され、同エンジン搭載のエアバスA320-251neoが2015年5月19日に初飛行した。2016年5月31日にはFAA、EASAの型式証明を同時取得し、同年7月19日に納入を開始した。
2011年7月20日、アメリカン航空は「LEAP-1B」を搭載する100機のボーイング737の購入計画を発表した。これに対し、ボーイング社は2011年8月30日にボーイング737MAXとしてローンチすることを承認した。サウスウェスト航空は150機を発注した737 MAXのローンチカスタマーである。2016年1月29日には同エンジン搭載のボーイング737 MAX 8が初飛行した。
中国商用飛機（COMAC）はLEAPエンジンを新型のCOMAC C919航空機のエンジンとして選定した。同社は中国の150席級双発機であるCOMAC C919向けのLEAP-1Cの認証を取得し、2016年の就航を予定している。トランプ政権下でCOMAC子会社がアメリカ商務省の産業安全保障局（BIS）輸出管理対象「軍事エンドユーザー（MEU）」リスト入りしているため、エンジン輸出にMEUに基づく規制を発動された場合、輸出差し止めリスクがあるとされている。

## 性能低下
LEAP-1Bの燃料消費が予定した値に5%満たないことが報告された。

## 搭載機
- エアバスA320neo
- ボーイング737MAX
- COMAC C919

## 仕様諸元
一般的特性
- 形式: 2軸式、高バイパスターボファン
- 全長:
- 直径: 1.75 - 1.98 m
- 乾燥重量:

構成要素
- 圧縮機: ファン:単段、低圧圧縮機:3段、高圧圧縮機:10段[8]
- 燃焼器: アニュラ型
- タービン: 高圧タービン:2段、低圧タービン:7段 (737 MAX: 5段)

性能
- 推力: 18,000–32,900 lbf (80–146 kN)
C919用は25,000–30,000 lbf (110–130 kN)
- 全圧縮比（英語版）: 40:1 (50:1, 最高高度時)
- バイパス比: 9:1-11:1
- 出力重量比:

出典: CFM インターナショナル
| 型式                                         | LEAP-1A                        | LEAP-1B                        | LEAP-1C                            |
| -------------------------------------------- | ------------------------------ | ------------------------------ | ---------------------------------- |
| ファン直径                                   | 78 in (1.98 m)                 | 69.4 in (1.76 m)               | 78 in (1.98 m)                     |
| バイパス比 (BPR)                             | 11:1                           | 9:1                            | 11:1                               |
| 総圧縮比 (OPR)                               | 40:1                           | 40:1                           | 40:1                               |
| 推力                                         | 24,500–32,900 lbf (109–146 kN) | 23,000–28,000 lbf (100–120 kN) | 27,980–30,000 lbf (124.5–133.4 kN) |
| 燃料消費 (現行の CFM56-7BE エンジンとの比較) | ~ -15%                         | ~ -15%                         | ~ -15%                             |
| 段数構成                                     | 1-3-10-2-7                     | 1-3-10-2-5                     | 1-3-10-2-7                         |
| 搭載機                                       | エアバスA320neo シリーズ       | ボーイング737MAX シリーズ      | COMAC C919                         |
| 就航予定                                     | 2016                           | 2017                           | 2018                               |